# قسوة

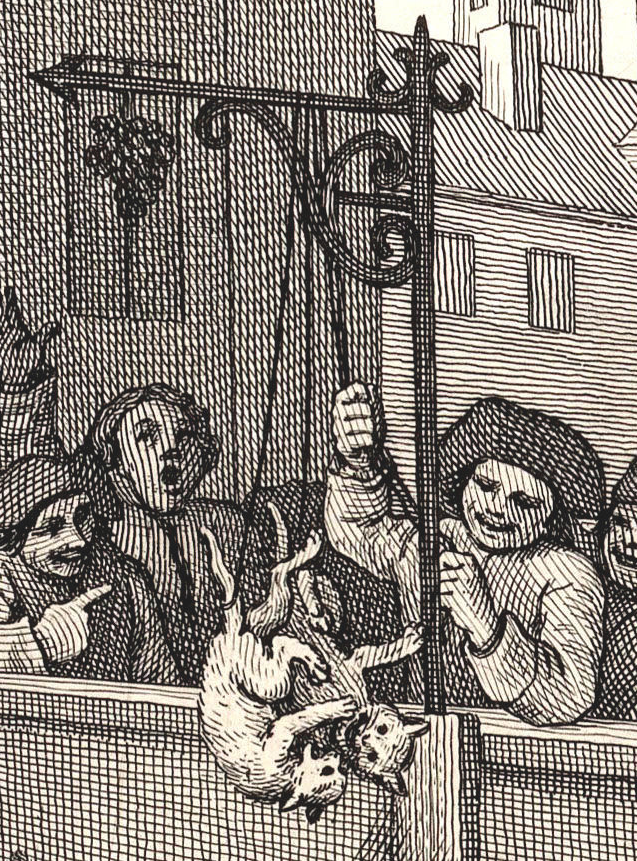

القسوة أو الوحشية هي غِلَظ القلب، وشدَّته، والقَسْوَةُ الصلابة في كل شيء، وأصل هذه المادة يَدُلُّ عَلَى شِدَّةٍ وَصَلَابَةٍ. والفرق بين القسوة والصلابة: أن القسوة تستعمل فيما لا يقبل العلاج، ولهذا يوصف بها القلب، وإن لم يكن صلبًا.
قال ابن منظور: (القسوة في القلب، ذهاب اللين، والرحمة، والخشوع منه). وقال الجاحظ: (القساوة: وهو خلقٌ مركبٌ من البُغض، والشَّجَاعَة، والقساوة، وهو التهاون بما يلحق الغير من الألم والأذى).
والقسوة والشدة والغلظة والفظاظة أسماء وصفات بمعانٍ متقاربة، فالغلظة بكسر الغين وضمِّها وفتحها، وشخص غليظ أي: غير لين ولا سلس، وذو غلظةٍ وفظاظةٍ وقساوةٍ وشدةٍ، وأَغْلَظَ له في القول، والغلظ ضد الرِّقة في الخلق، والطبع، والفعل، والمنطق، والعيش، ونحو ذلك. وقال الشوكاني: (غلظ القلب: قساوته، وقلة إشفاقه، وعدم انفعاله للخير).
والفَظَاظَةُ: إذا غلظ حتى يهاب في غير موضعه، ورجل فَظٌّ شديد، غليظ القلب، وذو فظاظةٍ: أي غلظٍ في منطقه وتجهمٍ. والفظاظة والفظظ: خشونة الكلام.
قال الفيروزآبادي: (الفَظُّ: الغليظ الجانب، السيِّئ الخلق، القاسي الخشن الكلام).
وبينما يرى البعض أنَّ الغِلْظَة والفَظَاظَة بمعنى واحد، ويرى آخرون أنَّهما يختلفان من وجوه:
-أنَّ الفظاظة في القول، والغلظة في الفعل، كما قال ابن عباس .
-الفظ: هو سيئ الخُلُق، وغليظ القلب: هو الذي لا يتأثر قلبه عن شيء.
وتختلف القسوة عن الصبر، إذ يقول ابن القيم: (الفرق بين الصبر والقسوة: أنَّ الصبر خُلُقٌ كسبي يتخلق به العبد، وهو: حبس النفس عن الجزع، والهلع، والتشكي، فيحبس النفس عن التسخط، واللسان عن الشكوى، والجوارح عما لا ينبغي فعله، وهو ثبات القلب على الأحكام القدريَّة والشرعيَّة.
وأما القسوة: فيبس في القلب يمنعه من الانفعال، وغلظة تمنعه من التأثير بالنوازل، فلا يتأثر لغلظته وقساوته لا لصبره واحتماله).

## مواضع ذِكر القسوة في القرآن
قال تعالى: ((فَلَوْلا إِذْ جَاءهُمْ بَأْسُنَا تَضَرَّعُواْ وَلَـكِن قَسَتْ قُلُوبُهُمْ وَزَيَّنَ لَهُمُ الشَّيْطَانُ مَا كَانُواْ يَعْمَلُونَ)) ~[الأنعام: 43].
قال ابن عاشور: (ولكن اعتراهم ما في خلقتهم من المكابرة وعدم الرجوع عن الباطل كأنَّ قلوبهم لا تتأثر فشبهت بالشيء القاسي -والقسوة: الصلابة- وقد وجد الشيطان من طباعهم عونًا على نفث مراده فيهم فحسَّن لهم تلك القساوة وأغراهم بالاستمرار على آثامهم وأعمالهم).
وقال ابن كثير: (قال الله تعالى: (فَلَوْلا إِذْ جَاءهُمْ بَأْسُنَا تَضَرَّعُواْ) أي: فهلا إذ ابتليناهم بذلك تضرعوا إلينا وتمسكنوا إلينا وَلَـكِن قَسَتْ قُلُوبُهُمْ أي: ما رقَّت ولا خشعت وَزَيَّنَ لَهُمُ الشَّيْطَانُ مَا كَانُواْ يَعْمَلُونَ أي: من الشرك والمعاصي).
وقال الألوسي: (ومعنى قَسَتْ إلخ، استمرت على ما هي عليه من القساوة، أو ازدادت قساوة).
قال تعالى: ((ثُمَّ قَسَتْ قُلُوبُكُم مِّن بَعْدِ ذَلِكَ فَهِيَ كَالْحِجَارَةِ أَوْ أَشَدُّ قَسْوَةً وَإِنَّ مِنَ الْحِجَارَةِ لَمَا يَتَفَجَّرُ مِنْهُ الأَنْهَارُ وَإِنَّ مِنْهَا لَمَا يَشَّقَّقُ فَيَخْرُجُ مِنْهُ الْمَاء وَإِنَّ مِنْهَا لَمَا يَهْبِطُ مِنْ خَشْيَةِ اللّهِ وَمَا اللّهُ بِغَافِلٍ عَمَّا تَعْمَلُونَ)) ~[البقرة: 74].
قال السعدي: ثُمَّ قَسَتْ قُلُوبُكُم (أي: اشتدت وغلظت، فلم تؤثر فيها الموعظة، مِّن بَعْدِ ذَلِكَ أي: من بعد ما أنعم عليكم بالنعم العظيمة وأراكم الآيات، ولم يكن ينبغي أن تقسو قلوبكم، لأنَّ ما شاهدتم، مما يوجب رقة القلب وانقياده، ثم وصف قسوتها بأنها كَالْحِجَارَةِ التي هي أشد قسوة من الحديد، لأنَّ الحديد والرصاص إذا أذيب في النار، ذاب بخلاف الأحجار. وقوله: أَوْ أَشَدُّ قَسْوَةً أي: إنها لا تقصر عن قساوة الأحجار).
وقال الطبري: (فقوله: أَوْ أَشَدُّ قَسْوَةً يعني فقلوبكم كالحجارة صلابةً، ويبسًا، وغلظًا، وشدةً، أو أشد قسوة).
وقال الشوكاني: (القسوة: الصلابة واليَبَس، وهي: عبارة عن خلوها من الإنابة، والإذعان لآيات الله، مع وجود ما يقتضي خلاف هذه القسوة).
قال تعالى: ((فَبِمَا رَحْمَةٍ مِّنَ اللّهِ لِنتَ لَهُمْ وَلَوْ كُنتَ فَظًّا غَلِيظَ الْقَلْبِ لاَنفَضُّواْ مِنْ حَوْلِكَ فَاعْفُ عَنْهُمْ وَاسْتَغْفِرْ لَهُمْ وَشَاوِرْهُمْ فِي الأَمْرِ فَإِذَا عَزَمْتَ فَتَوَكَّلْ عَلَى اللّهِ إِنَّ اللّهَ يُحِبُّ الْمُتَوَكِّلِينَ)) ~[آل عمران: 159].
قال العز بن عبد السلام: («فَظًّا» الفظ: الجافي، والغليظ: القاسي القلب، معناهما واحد، فجمع بينهما تأكيدًا).
وقال ابن كثير: (قال تعالى: «وَلَوْ كُنتَ فَظًّا غَلِيظَ الْقَلْبِ لاَنفَضُّواْ مِنْ حَوْلِكَ» الفظ: الغليظ، والمراد به هاهنا غليظ الكلام؛ لقوله بعد ذلك: غَلِيظَ الْقَلْبِ أي: لو كنت سيئ الكلام قاسي القلب عليهم لانفضوا عنك وتركوك، ولكن الله جمعهم عليك، وألان جانبك لهم تأليفًا لقلوبهم).
وقوله تعالى: ((أَلَمْ يَأْنِ لِلَّذِينَ آمَنُوا أَن تَخْشَعَ قُلُوبُهُمْ لِذِكْرِ اللَّهِ وَمَا نَزَلَ مِنَ الْحَقِّ وَلا يَكُونُوا كَالَّذِينَ أُوتُوا الْكِتَابَ مِن قَبْلُ فَطَالَ عَلَيْهِمُ الأَمَدُ فَقَسَتْ قُلُوبُهُمْ وَكَثِيرٌ مِّنْهُمْ فَاسِقُونَ)) ~[الحديد: 16].
قال ابن كثير: (وقوله: (وَلا يَكُونُوا كَالَّذِينَ أُوتُوا الْكِتَابَ مِن قَبْلُ فَطَالَ عَلَيْهِمُ الأَمَدُ فَقَسَتْ قُلُوبُهُمْ) نهى الله المؤمنين أن يتشبهوا بالذين حملوا الكتاب قبلهم من اليهود والنصارى، لما تطاول عليهم الأمد بدَّلوا كتاب الله الذي بأيديهم، واشتروا به ثمنًا قليلًا، ونبذوه وراء ظهورهم، وأقبلوا على الآراء المختلفة والأقوال المؤتفكة، وقلدوا الرجال في دين الله، واتخذوا أحبارهم ورهبانهم أربابًا من دون الله، فعند ذلك قست قلوبهم، فلا يقبلون موعظةً، ولا تلين قلوبهم بوعد ولا وعيد وَكَثِيرٌ مِّنْهُمْ فَاسِقُونَ أي: في الأعمال، فقلوبهم فاسدة، وأعمالهم باطلة).
وقال الطبري: (وقوله: (فَقَسَتْ قُلُوبُهُمْ) عن الخيرات، واشتدت على السكون إلى معاصي الله).
وقال تعالى: ((أَفَمَن شَرَحَ اللَّهُ صَدْرَهُ لِلإِسْلامِ فَهُوَ عَلَى نُورٍ مِّن رَّبِّهِ فَوَيْلٌ لِّلْقَاسِيَةِ قُلُوبُهُم مِّن ذِكْرِ اللَّهِ أُوْلَئِكَ فِي ضَلالٍ مُبِينٍ)) ~[الزمر: 22].

## مواضع ذِكر القسوة في السُّنة
عن أبي هريرة ، أن رجلًا شكا إلى رسول الله ﷺ قسوة قلبه، قال: ((إن أردت أن يلين قلبك، فأطعم المسكين، وامسح برأس اليتيم)).
قال القاري في شرحه للحديث: (أي: قساوته، وشدته، وقلة رقته، وعدم ألفته، ورحمته، قال: امسح رأس اليتيم، لتتذكر الموت، فيغتنم الحياة، فإنَّ القسوة منشؤها الغفلة، وأطعم المسكين لترى آثار نعمة الله عليك حيث أغناك، وأحوج إليك سواك، فيرق قلبك، ويزول قسوته، ولعل وجه تخصيصهما بالذكر أنَّ الرحمة على الصغير والكبير موجبة لرحمة الله تعالى على عبده، المتخلق ببعض صفاته، فينزل عليه الرحمة، ويرتفع عنه القسوة، وحاصله أنَّه لا بد من ارتكاب أسباب تحصيل الأخلاق بالمعالجة العلمية، أو بالعملية، أو بالمعجون المركب منهما).
عن أبي مسعود قال: أشار النَّبي ﷺ بيده نحو اليمين وقال: ((الإيمان هاهنا -مرتين- ألا وإنَّ القسوة وغلظ القلوب في الفدادين -حيث يطلع قرنا الشيطان- ربيعة ومضر)).
قال الخطابي: (إنمَّا ذم هؤلاء، لاشتغالهم بمعالجة ما هم عليه عن أمور دينهم، وتلهيهم عن أمر الآخرة، وتكون منها قساوة القلب).
وعن حارثة بن وهب أنه سمع النَّبي ﷺ يقول: ((ألا أدلكم على أهل الجنة؟ كلُّ ضعيفٍ متضعفٍ، لو أقسم على الله لأبره. وقال: أهل النار كل جواظٍ عتلٍ مستكبرٍ)). 
فسر بعض العلماء العٌتٌل: بأنَّه الفظ الشديد من كل شيء، والغليظ: العنيف، والجواظ: بالفظ الغليظ، والجعظري: بالفظ الغليظ.
وعن عبد الله بن عمرو قال عن صفة النَّبي ﷺ في التوراة: (قال: والله إنه لموصوفٌ في التوراة ببعض صفته في القرآن: "يَا أَيُّهَا النَّبِيُّ إِنَّا أَرْسَلْنَاكَ شَاهِدًا وَمُبَشِّرًا وَنَذِيرًا" وحرزًا للأميين، أنت عبدي ورسولي، سميتك المتوكل، ليس بفظٍ ولا غليظٍ).
قال المناوي: (ليس بفظ. أي: شديدًا، ولا قاسي القلب على المؤمنين. ولا غليظ. أي: سيئ).

## في أقوال العلماء والحكماء
- وقال سهل بن عبد الله: (كل عقوبة طهارة، إلا عقوبة القلب فإنها قسوة).
- وقال عبد الله الداري: (كان أهل العلم بالله يقولون:...إن الشَّبَع يقسي القلب، ويفتر البدن).
- وسئل ذا النون: (ما أساس قسوة القلب للمريد؟ فقال: ببحثه عن علوم رضي نفسه بتعليمها دون استعمالها، والوصول إلى حقائقها).
- قال مالك بن دينار: (أربع من علم الشقاوة: قسوة القلب، وجمود العين، وطول الأمل، والحرص على الدنيا).
- وقال أبو عبد الله الساجي: (الذكر لغير ما يوصل إلى الله قسوة في القلب).
- وقال ابن القيم: (ما ضُرب عبد بعقوبة أعظم من قسوة القلب والبعد عن الله).
- وقال الأوزاعي: (إنَّ معاني معالي المسائل تحدث قسوةً في القلوب، وغفلة وإعجابًا).

## أسباب قسوة القلب
1- الانغماس في الدنيا والمنافسة عليها:
لحديث أبي مسعود، عن النَّبي ﷺ وفيه: ((وإنَّ القسوة وغلظ القلوب في الفدادين -حيث يطلع قرنا الشيطان- ربيعة ومضر)). قال الخطابي: (إنَّما ذمهم لاشتغالهم بمعالجة ما هم فيه عن أمر دينهم، وذلك يفضي إلى قسوة القلب).
قال ابن القيم: (متى رأيت القلب قد ترحل عنه حب الله والاستعداد للقائه، وحلَّ فيه حب المخلوق، والرضا بالحياة الدنيا، والطمأنينة بها، فاعلم أنه قد خُسِف به).
2- التفريط في التزام أوامر الله والاعتداء على المحرمات:
قال الله تعالى: ((فَبِمَا نَقْضِهِم مِّيثَاقَهُمْ لَعنَّاهُمْ وَجَعَلْنَا قُلُوبَهُمْ قَاسِيَةً)) [المائدة: 13] وبيَّن ذلك بقوله تعالى: ((فَبِمَا نَقْضِهِم مِّيثَاقَهُمْ وَكُفْرِهِم بَآيَاتِ اللّهِ وَقَتْلِهِمُ الأَنْبِيَاء بِغَيْرِ حَقًّ وَقَوْلِهِمْ قُلُوبُنَا غُلْفٌ بَلْ طَبَعَ اللّهُ عَلَيْهَا بِكُفْرِهِمْ فَلاَ يُؤْمِنُونَ إِلاَّ قَلِيلاً)) [النساء: 155].
3- كثرة الذنوب والمعاصي دون توبة:
عَنْ أَبِي هُــرَيْــرَةَ، قَالَ: قال رسول الله ﷺ: ((إنَّ المؤمن إذا أذنب كانت نكتة سوداء في قلبه، فإن تاب ونزع واستغفر، صقل قلبه، وإن زاد زادت، حتَّى يعلو قلبه ذاك الرَّان الذي ذكر الله عزَّ وجلَّ في القرآن: «كَلاَّ بَلْ رَانَ عَلَى قُلُوبِهِم مَّا كَانُوا يَكْسِبُونَ» [المطففين: 14])).
قال المحاسبي: (اعلم أنَّ الذنوب تورث الغفلة، والغفلة تورث القسوة، والقسوة تورث البعد من الله، والبعد من الله يورث النار، وإنَّما يتفكر في هذا الأحياء، وأما الأموات فقد أماتوا أنفسهم بحب الدنيا). فـ (قسوة القلوب من ثمرات المعاصي).
4- الغفلة عن الله وعن تدبر القرآن، وعن التأمل بخلق الله وعظيم قدرته:
قال تعالى: «وَمَنْ أَعْرَضَ عَن ذِكْرِي فَإِنَّ لَهُ مَعِيشَةً ضَنكًا وَنَحْشُرُهُ يَوْمَ الْقِيَامَةِ أَعْمَى» [طه: 142].
قال أبو السعود في قوله تعالى: «لَوْ أَنزَلْنَا هَذَا الْقُرْآنَ عَلَى جَبَلٍ لَّرَأَيْتَهُ خَاشِعًا مُّتَصَدِّعًا مِّنْ خَشْيَةِ اللَّهِ وَتِلْكَ الأَمْثَالُ نَضْرِبُهَا لِلنَّاسِ لَعَلَّهُمْ يَتَفَكَّرُونَ» ~[الحشر: 21]: (أُريدَ به توبيخ الإنسانِ على قسوةِ قلبهِ، وعدم تخشعِه عندَ تلاوتِه، وقلةِ تدبرِه فيه).
5- المراء وكثرة الجدال والتّعصب للرأي:
قال تعالى: ((أَفَرَأَيْتَ مَنِ اتَّخَذَ إِلَهَهُ هَوَاهُ وَأَضَلَّهُ اللَّهُ عَلَى عِلْمٍ وَخَتَمَ عَلَى سَمْعِهِ وَقَلْبِهِ وَجَعَلَ عَلَى بَصَرِهِ غِشَاوَةً فَمَن يَهْدِيهِ مِن بَعْدِ اللَّهِ أَفَلا تَذَكَّرُونَ)) [الجاثية: 23].
```
قال الشافعي: (المراء في العلم، يقسي القلوب، ويورث الضغائن).
[
38
]
```

6- الكسل والفتور عن الطاعات:
قال المناوي: (الكسل.. والفتور عن القيام بالطاعات الفرضية، والنفلية، الذي من ثمراته قسوة القلب)<.
7- عدم الإحسان للناس، الرحمة بهم والعطف عليهم:
عن عائشة، رضي الله عنها قالت: جاء أعرابيٌّ إلى النَّبيِّ ﷺ فقال: تقبِّلون الصِّبيان؟ فما نقبِّلهم، فقال النَّبيُّ ﷺ: ((أو أملك لك أن نزع الله من قلبك الرَّحمة)).
8- الإكثار والتوسع من الملذّات المباحات، وكثرة الاختلاط بالناس:
وقال الفضيل بن عياض: (ثلاث خصال تقسي القلب: كثرة الأكل، وكثرة النوم، وكثرة الكلام).
قال أبو سليمان الداراني: (إنَّ النفس إذا جاعت وعطشت، صفا القلب ورقَّ، وإذا شبعت ورويت، عمي القلبُ).
9- طول الأمل وكثرة الأماني:
قال المناوي: (طول الأمل غرور وخداع، إذ لا ساعة من ساعات العمر إلا ويمكن فيها انقضاء الأجل، فلا معنى لطول الأمل المورث قسوة القلب، وتسليط الشيطان، وربما جرَّ إلى الطغيان).

## مؤشرات ودلالات قسوة القلب
1- جمود العين وقلة دمعها من خشية الله:
قال تعالى مادحًا المؤمنين من أهل الكتاب: (وَإِذَا سَمِعُواْ مَا أُنزِلَ إِلَى الرَّسُولِ تَرَى أَعْيُنَهُمْ تَفِيضُ مِنَ الدَّمْعِ مِمَّا عَرَفُواْ مِنَ الْحَقِّ يَقُولُونَ رَبَّنَا آمَنَّا فَاكْتُبْنَا مَعَ الشَّاهِدِينَ) ~[المائدة: 83].
قال ابن القيم: (متى أقحطت العين من البكاء من خشية الله تعالى، فاعلم أنَّ قحطها من قسوة القلب، وأبعد القلوب من الله القلب القاسي).
2- عدم التأثر بالقرآن:
قال تعالى: (اللَّهُ نَزَّلَ أَحْسَنَ الْحَدِيثِ كِتَابًا مُّتَشَابِهًا مَّثَانِيَ تَقْشَعِرُّ مِنْهُ جُلُودُ الَّذِينَ يَخْشَوْنَ رَبَّهُمْ ثُمَّ تَلِينُ جُلُودُهُمْ وَقُلُوبُهُمْ إِلَى ذِكْرِ اللَّهِ ذَلِكَ هُدَى اللَّهِ يَهْدِي بِهِ مَنْ يَشَاء وَمَن يُضْلِلْ اللَّهُ فَمَا لَهُ مِنْ هَادٍ) ~[الزمر: 23].
يقول ابن كثير: (هذه صفة الأبرار، عند سماع كلام الجبار، المهيمن العزيز الغفار، لما يفهمون منه من الوعد والوعيد. والتخويف والتهديد، تقشعر منه جلودهم من الخشية والخوف، «ثمَّ تَلِينُ جُلُودُهُمْ وَقُلُوبُهُمْ إِلَى ذِكْرِ اللَّهِ» لما يرجون ويؤملون من رحمته ولطفه).
3- عدم الاكتراث بما يصيب الآخرين من أذى أو ألم:
فقد قيل في بيان معنى القساوة: أنها (التهاون بما يلحق الغير من الألم والأذى)
4- التّكَبُّر وعدم قبول الحق:
كما في حديث حارثة بن وهب وفيه أنه سمع النَّبي ﷺ يقول: ((أهل النار كل جواظٍ عتلٍ مستكبرٍ)).
وقال المناوي: (إذ القلب القاسي لا يقبل الحق، وإن كَثُرَت دلائله).
5- عدم الاتعاظ بالموت والغفلة أو الضحك عند القبور بلا اعتبار أو تفكر:
قال الغزالي: (الآن لا ننظر إلى جماعة يحضرون جنازة إلا وأكثرهم يضحكون، ويلهون، ولا يتكلمون إلا في ميراثه، وما خلفه لورثته، ولا يتفكر أقرانه وأقاربه إلا في الحيلة التي بها يتناول بعض ما خلفه، ولا يتفكر واحد منهم إلا ما شاء الله في جنازة نفسه، وفي حاله إذا حمل عليها، ولا سبب لهذه الغفلة إلا قسوة القلوب، بكثرة المعاصي والذنوب، حتى نسينا الله تعالى واليوم الآخر، والأهوال التي بين أيدينا، فصرنا نلهو، ونغفل، ونشتغل بما لا يعنينا).

## نتائج وآثار قسوة القلب
1- ضعف الإيمان، وسرعة قبول الشبهات، والوقوع في الفتنة والضلال، قال تعالي: ((لِيَجْعَلَ مَا يُلْقِي الشَّيْطَانُ فِتْنَةً لِّلَّذِينَ فِي قُلُوبِهِم مَّرَضٌ وَالْقَاسِيَةِ قُلُوبُهُمْ وَإِنَّ الظَّالِمِينَ لَفِي شِقَاقٍ بَعِيدٍ)) ~ [الحج: 53].
فمعنى قوله: «وَالْقَاسِيَةِ قُلُوبُهُمْ» (أي: الغليظة، التي لا يؤثر فيها زجر ولا تذكير، ولا تفهم عن الله وعن رسوله لقسوتها، فإذا سمعوا ما ألقاه الشيطان، جعلوه حجة لهم على باطلهم، وجادلوا به وشاقوا الله ورسوله، ولهذا قال: «وَإِنَّ الظَّالِمِينَ لَفِي شِقَاقٍ بَعِيدٍ» أي: مشاقة لله، ومعاندة للحق، ومخالفة له، بعيد من الصواب، فما يلقيه الشيطان، يكون فتنة لهؤلاء الطائفتين، فيظهر به ما في قلوبهم، من الخبث الكامن فيها).
2- الفتور عن الطاعة، والوقوع في المحرمات، وترك الأمر بالمعروف والنهي عن المنكر.
3- شيوع الكراهية والبغضاء والتنافر بين قلوب الناس.
قال تعالى: «وَلَوْ كُنتَ فَظًّا غَلِيظَ الْقَلْبِ لاَنفَضُّواْ مِنْ حَوْلِكَ» ~[آل عمران: 159].
4- الوحشة والخوف الدائم، والكآبة.
5- تحريف كلام الله، وذلك من سوء الفهم، وسوء القصد وكلاهما ناشئ عن قسوة القلب. ونسيان ما ذكر به، وهو ترك ما أمر به علمًا وعملًا.
قال تعالى: ((فَبِمَا نَقْضِهِم مِّيثَاقَهُمْ لَعنَّاهُمْ وَجَعَلْنَا قُلُوبَهُمْ قَاسِيَةً يُحَرِّفُونَ الْكَلِمَ عَن مَّوَاضِعِهِ وَنَسُواْ حَظًّا مِّمَّا ذُكِّرُواْ بِهِ)) ~[المائدة: 13].
6- زوال النعمة ونزول المصائب:
قال تعالى: «وَلَقَدْ أَرْسَلنَآ إِلَى أُمَمٍ مِّن قَبْلِكَ فَأَخَذْنَاهُمْ بِالْبَأْسَاء وَالضَّرَّاء لَعَلَّهُمْ يَتَضَرَّعُونَ فَلَوْلا إِذْ جَاءهُمْ بَأْسُنَا تَضَرَّعُواْ وَلَـكِن قَسَتْ قُلُوبُهُمْ وَزَيَّنَ لَهُمُ الشَّيْطَانُ مَا كَانُواْ يَعْمَلُونَ فَلَمَّا نَسُواْ مَا ذُكِّرُواْ بِهِ فَتَحْنَا عَلَيْهِمْ أَبْوَابَ كُلِّ شَيْءٍ حَتَّى إِذَا فَرِحُواْ بِمَا أُوتُواْ أَخَذْنَاهُم بَغْتَةً فَإِذَا هُم مُّبْلِسُونَ» ~[الأنعام: 42-44].
فمعنى قوله: «وَلَـكِن قَسَتْ قُلُوبُهُمْ»: أنه (لم يكن فيها لين يوجب التضرع، ولم ينزجروا وإنما ابتلوا به «وَزَيَّنَ لَهُمُ الشَّيْطَانُ مَا كَانُواْ يَعْمَلُونَ» أي: من الشرك. فالاستدراك على المعنى لبيان الصارف لهم عن التضرع. وأنه لا مانع لهم إلا قساوة قلوبهم، وإعجابهم بأعمالهم المزينة لهم).